# OpenVanilla
OpenVanillaはオープンソースの多言語対応インプットメソッドソフトウェアである。
Mac OS X標準の繁体字インプットメソッドでは入力が不便であるとして、MacUIMのソースコードを参考にMac OS X用の中国語入力システムとして開発された。その後Windowsにも移植され、日本語入力もサポートした。また、エスペラント語やチベット語などの追加モジュールも存在する。入力方法はWindows標準の繁体字インプットメソッドの操作感と似ている。